# Jean de Jandun
Jean de Jandun, né vers 1280 à Jandun (dans les Ardennes) et  mort en 1328 en Italie, était un philosophe averroïste et un théoricien politique.
La pensée philosophique de Jean de Jandun est une pièce essentielle du débat entre raison et foi, un débat entamé dans les universités italiennes et françaises du XIIIe siècle, à la suite de la redécouverte de la philosophie antique. Ce débat a traversé les siècles ultérieurs et se prolonge encore, avec par exemple, pour les chrétiens, l’encyclique Fides et ratio émise par Jean-Paul II en 1989. L’approche de Jean de Jandun diverge profondément de celle d’un Thomas d’Aquin qui s’était efforcé  dans les décennies précédentes de faire la synthèse, en un système intellectuel unique, de l’approche philosophique « naturelle » des penseurs grecs, de leur idéal de science, d'une part, et de la théologie, de la révélation, d'autre part. Jean de Jandun contribue par ses commentaires d’Aristote et d’Averroès à ce que Paul Vignaux qualifie de « diversité rebelle » ou de remue-ménage préparant le bouillonnement de la Renaissance.

## Biographie
Le lieu et l'année de naissance de Jean de Jandun ont été à l'origine de bien des discussions. Plusieurs documents permettent d'affirmer aujourd'hui qu'il est né en Champagne et que les variantes constatées dans l'orthographe de Jandun correspondent aux formes latines sous lesquelles on désignait à la même époque le village de Jandun en Ardennes, confirmant les dires de Casimir Oudin dès 1639 qui désignait Jandun comme son village natal,. De même, contredisant l'abbé Boulliot qui le fait naître en 1290, des auteurs plus récents préfèrent retenir la date de 1280,.

Reliques dans la paroisse de Jandun
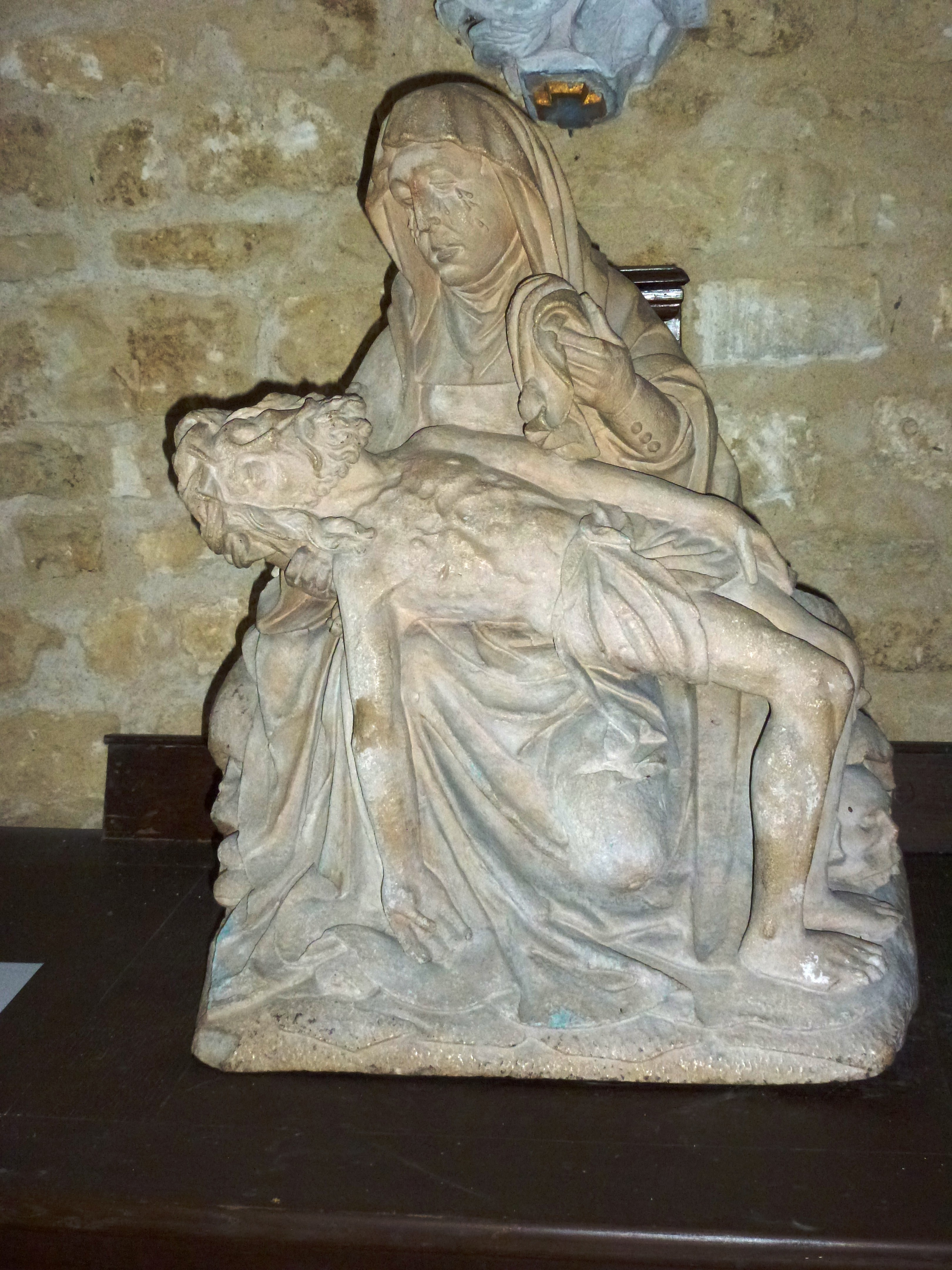
La Pietà dans l'église.
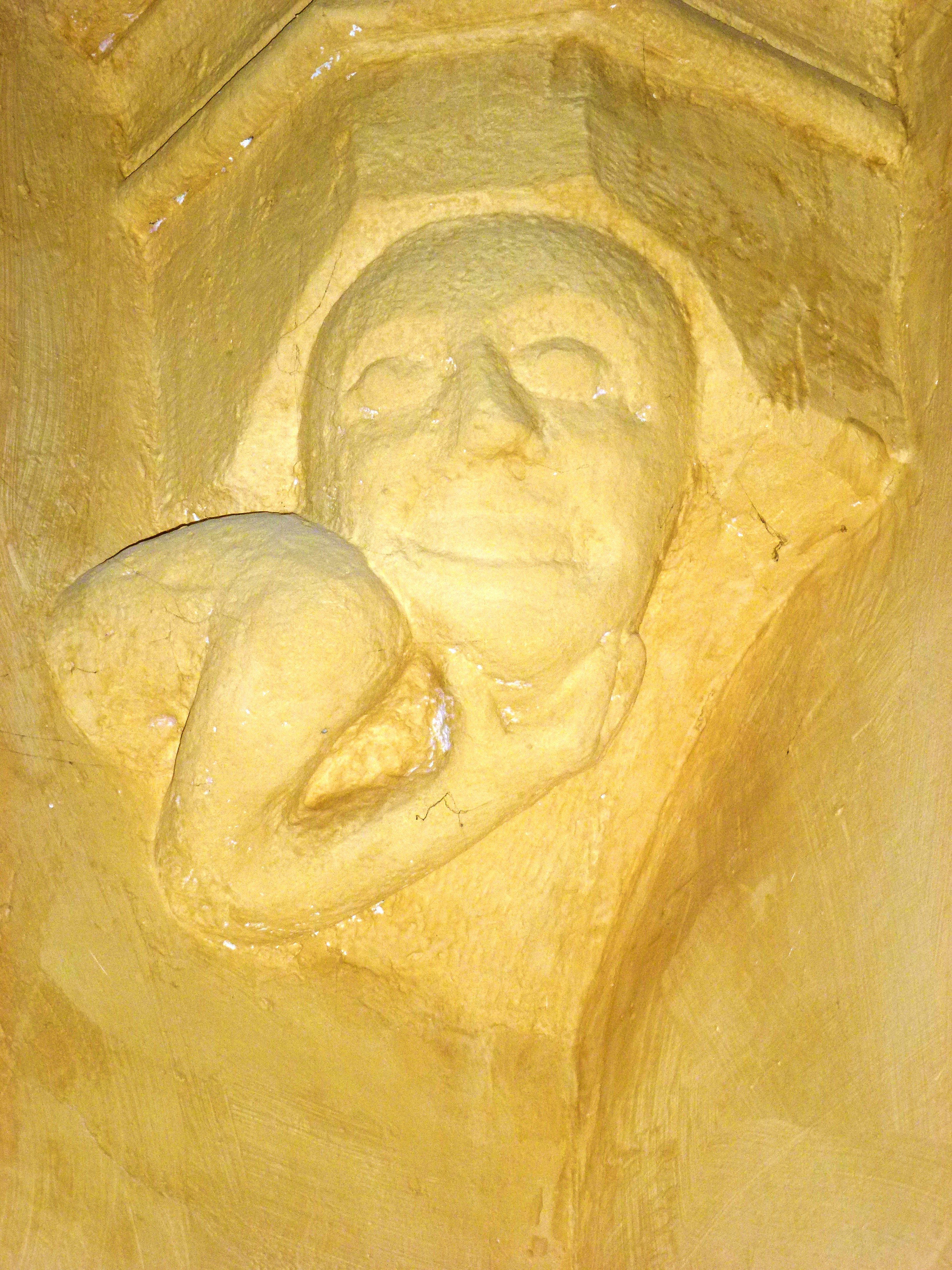
Cul-de-lampe sculpté de l'église.
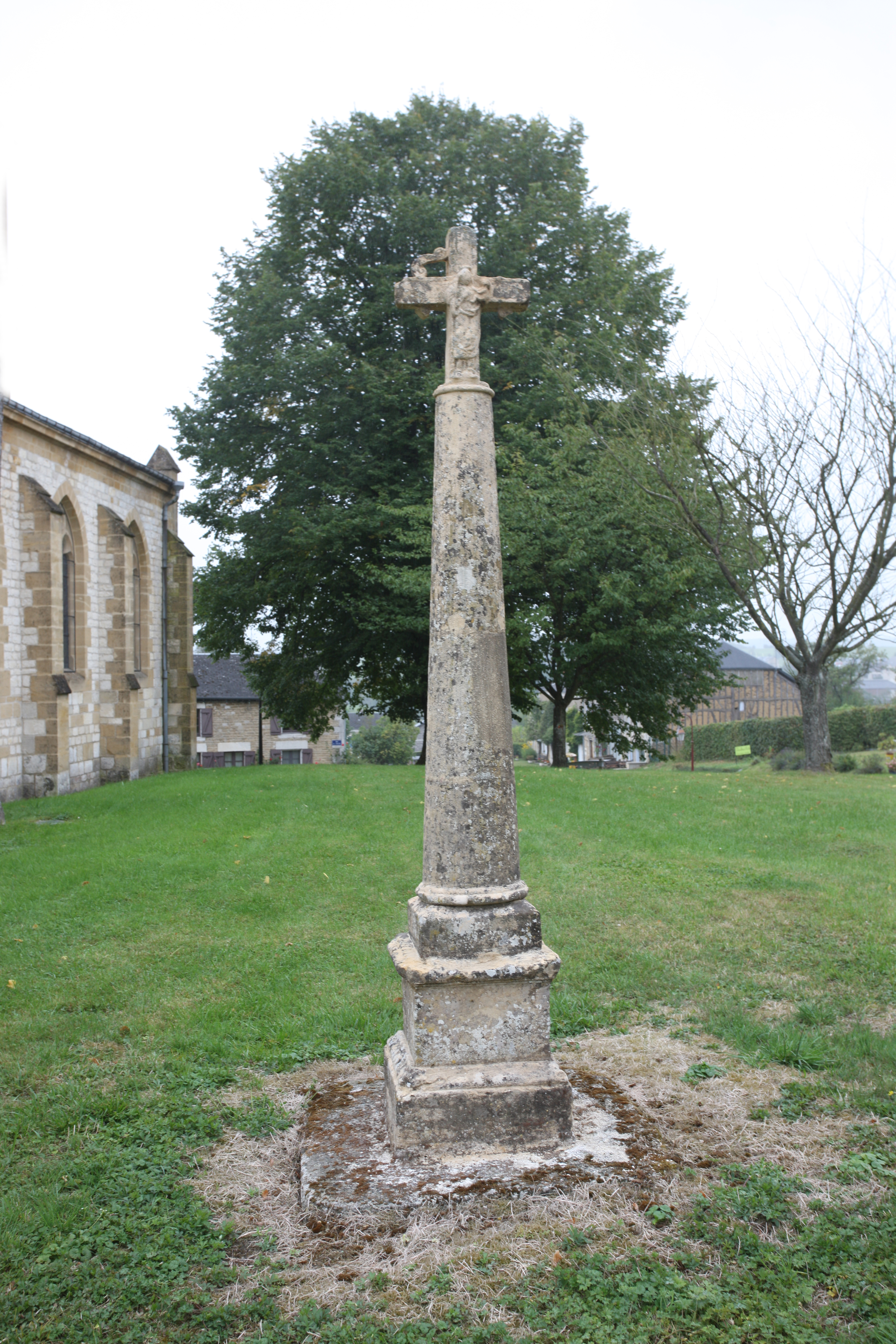
La croix de Jandun.

Il étudie la philosophie à l'Université de Paris. Dans quelles circonstances ? Y est-il venu comme son compatriote Robert de Sorbon se mêler aux escholiers pour s'instruire ? Personne ne sait . Il y devient maître ès arts en 1310, date d'une de ses premières publications, et il y enseigne jusqu'en 1326. Il s'y lie d'amitié avec Marsile de Padoue, nommé recteur de l'Université de Paris en 1312. C'est par l'entremise de Marsile de Padoue que Jean de Jandun prend connaissance des publications de Pietro d'Abano, qu'il introduit dans son enseignement.
En 1315, il figure parmi les maîtres ès arts du collège de Navarre fondé dix ans plus tôt. Cette année 1315, il est cité dans l'assistance convoquée pour prendre connaissance du règlement de l'établissement, sa classe succédant à celle d'Alain Gontier, maître de théologie. C'est durant ses années passées au collège de Navarre qu'il publie une grande partie des ouvrages auxquels il doit sa notoriété. En 1316, le pape Jean XXII le nomme chanoine de Senlis.
À cette époque, une épreuve de force se développe entre Louis IV de Bavière, roi des Romains, et le pape. Louis IV prétend devenir empereur du Saint-Empire romain germanique grâce à l'élection des princes. Il affirme que cette élection ne requiert aucune confirmation et que la seule prérogative papale en la matière est de le couronner. Jean XXII, installé à Avignon, l'excommunie le 23 mars 1324.
En juin 1324, la publication d'un pamphlet de Marsile de Padoue, le Defensor pacis, contre la théocratie et pour le pouvoir civil détenu par l'empereur, fait sensation. Jean de Jandun est accusé d'en être le coauteur et les deux hommes doivent s’enfuir en 1326. Ils se réfugient à Nuremberg à la cour du futur empereur romain germanique Louis de Bavière pour le soutenir contre la papauté. La même année, le pape lance une première bulle contre Marsile de Padoue et Jean de Jandun. Le 3 avril 1327, le pape publie une deuxième bulle contre Louis de Bavière. Le 9 avril, une autre bulle s'en prend  à Jean de Jandun et Marsile de Padoue, les frappe d'excommunication et les cite à comparaître dans un délai de quatre mois pour se justifier. Enfin, le 23 octobre 1327, une  bulle réfute les argumentations du Defensor pacis. En outre, constatant que Marsile de Padoue et Jean de Jandun ne se sont pas présentés dans les délais fixés pour se soumettre, le pape les déclare hérétiques et hérésiarques, condamne leur ouvrage et ordonne qu'ils soient arrêtés et livrés à l’Église.
Dans la même période, Louis de Bavière se fait désigner roi d'Italie à Milan, puis, rentrant avec ses forces armées dans Rome se fait couronner empereur, le 17 janvier 1328. Il se fait couronner non pas par le pape à la basilique Saint-Pierre mais au Capitole par des laïcs représentant le peuple romain, dont Sciarra Colonna, un membre puissant de la noblesse romaine. L'investiture populaire se substitue à l'investiture pontificale, en conformité avec les théories politiques défendues dans l'ouvrage Defensor pacis. Louis de Bavière déclare également la déchéance du pape Jean XXII le 18 avril, et désigne pour lui succéder l'antipape Nicolas V. Jean de Jandun est nommé évêque de Ferrare par Louis de Bavière en mars 1328 et Marsile de Padoue devient peu de temps après, archevêque de Milan.
Mais ni l'un ni l'autre ne bénéficient longtemps de ces titres. Jean de Jandun n'a même jamais rejoint son siège épiscopal. Louis IV de Bavière, devenu impopulaire et soumis à la pression du roi de Naples, Robert d'Anjou, sort de Rome le 4 août 1328, sous les huées. Il reste tout d'abord à proximité de Rome, à Todi, puis à Viterbe, cité opposée à la maison d'Anjou (des « étrangers ») et Corneto. Le 10 septembre, Louis IV de Bavière amorce un mouvement plus net vers l'Italie septentrionale en remontant à Pise. Jean de Jandun suit ce mouvement de retraite de l'empereur allemand et meurt probablement lors du trajet, vers le 10 ou 15 septembre 1328, à une quinzaine de kilomètres de Corneto sur la route de Pise.

## Pensée philosophique
L’essentiel des œuvres de Jean de Jandun date de la période où il est enseignant à l’Université de Paris, puis au collège de Navarre et enfin à Senlis. Ses écrits sont fondés sur les textes d’Aristote, dont la plupart n’étaient encore connus à Paris que par des traductions latines ou arabes, et non pas par les textes grecs. En 1309, il commente les Petits traités d’histoire naturelle. Vers 1315, il procède au même exercice sur la Physique  puis sur Du Ciel, sur la Rhétorique, sur De l'âme, entre 1318 et 1325 sur la Métaphysique, etc.,. Mais sa notoriété au sein de l’Université est également celle d’un spécialiste d’Averroès. « Aristote eut son Commentateur : Averroès ;  l’averroïsme eut son prince : Jean, né à Jandun, dans le diocèse de Reims. Les deux noms étaient devenus si inséparables qu’il fallait, dit-on, avoir été jandunien pour être dit averroïste ». Pour autant, il n’hésite pas à s’éloigner sur certains points des conclusions du philosophe arabe.
Puisant chez les deux auteurs, il en décortique les nuances et recompose une philosophie qui lui est propre. Il met en exergue le rôle de la partie pensante de l'âme, l'intellect agent, dans l'accès au bonheur. Jean de Jandun pense que l'homme a un penchant naturel vers le Bien et donc une inclination vers la philosophie. La pensée philosophique peut conduire l'homme au bonheur, à la félicité, même si peu d'individus y parviennent. Et pour lui, Dieu n'intervient pas directement pour procurer à l'homme cette félicité.
Mais un des intérêts majeurs de Jean de Jandun est la façon assez hardie dont il détaille, commente et argumente les exposés d'Aristote et d'Averroès, tout en se réfugiant souvent finalement derrière un fidéisme prudent et très décalé par rapport à l'exposé qui précède. Ainsi, sur la création du monde, il expose les raisons qui poussent à croire que le monde est éternel, qu'un être qui naîtrait sans une matière préexistante est absurde, pour ajouter ensuite « il faut admettre simplement, et en conformité avec la foi chrétienne, que Dieu a tout fait de rien [..] Au surplus, cette création n'a eu lieu qu'une fois, il y a fort longtemps, et ceux qui en ont eu connaissance l'ont apprise de la bouche des saints ou l'ont sue par révélation ». Ces professions de foi finales sonnent de façon presque résignées et dissimulent sans doute un scepticisme profond sur le cadre rigide imposé par l’Église, cadre qu'il va remettre plus ouvertement en cause, sur le volet politique, dans la dernière partie de sa vie, en quittant l'enseignement pour rejoindre le combat de Louis IV de Bavière.

## Pensée politique
Dans ses écrits, Jean de Jandun reprend à son compte la typologie des formes de gouvernement dressée par Aristote, distinguant trois formes saines d'État, la monarchie, l'aristocratie et la politiea, et trois formes déviantes, la tyrannie, l'oligarchie et la démocratie.
|                      | Forme correcte | Forme déviante |
| -------------------- | -------------- | -------------- |
| Un gouvernant        | Monarchie      | Tyrannie       |
| Quelques gouvernants | Aristocratie   | Oligarchie     |
| Nombreux gouvernants | Politeia       | Démocratie     |

Par politiea, traduit par Cicéron en Res Publica, Jean de Jandun entend le gouvernement d'hommes libres de qualité, bons et vertueux, Jean de Jandun ne remettant nullement en cause la distinction faite par les philosophes qui l'inspirent entre nobles, hommes libres et esclaves. Entre ces différentes formes de gouvernement, Jean de Jaudun semble donner sa préférence, dans son ouvrage De laudibus Parisius à la monarchie héréditaire qu'il connaît en France. Dans ce gouvernement, les philosophes devraient avoir, selon lui, une place très importante comme conseillers. Il reste donc très conservateur et sur ces premiers points, il est proche également des recommandations d'un saint Thomas d'Aquin. Toujours inspiré par Aristote, Jean de Jandun différencie, comme base juridique du gouvernement, le droit naturel, universel, et le droit positif, issu des hommes et de leur histoire différente selon les contrées. Mais Jean de Jandun ne donne au droit naturel aucune origine théologique, s'écartant sur ce volet de saint Thomas d'Aquin.
Le Defensor Pacis est beaucoup plus en rupture que ces écrits antérieurs de Jean de Jandun. Noël Valois attribue à Jean de Jandun la première partie de cet ouvrage, et à Marsile de Padoue l'introduction, la deuxième et la troisième partie . Cette hypothèse est clairement remise en cause par d'autres historiens comme Alan Gewirth, Ludwig Schmugge ou Quentin Skinner pour qui le Defensor Pacis est rédigé par le seul Marsile de Padoue, même s'il est probable que Jean de Jandun ait échangé avec ce dernier. Marsile de Padoue, ami de Jean de Jandun et ayant avec lui une grande proximité intellectuelle qui les a conduit tous deux à une réflexion philosophique bien distincte de la théologie, est sans doute marqué favorablement par l'expérience des républiques maritimes et plus généralement des communes libres italiennes, Pise, Lucques, Florence, Sienne, Amalfi, Gênes, Ancône, Raguse, etc. Il a vécu également le conflit interminable entre guelfes et gibelins, ainsi que la querelle des spirituels opposant des franciscains, voulant pratiquer une pauvreté absolue, à la hiérarchie catholique.
Le Defensor Pacis affirme que le but ultime d'un gouvernement doit être le maintien de la paix, que les lois civiles s'appliquent à tous y compris au clergé et que la forme de gouvernement la plus adaptée est la royauté élective, avec un prince élu par les notables. L'ouvrage s'attaque à la papauté, qu'il accuse de corruption et à laquelle il dénie tout pouvoir temporel. Le Christ n'a donné aucune autorité d'ordre politique ou juridique à Pierre ni même une autorité spécifique sur les autres évêques, affirme-t-il. En conséquence, le pontife n'a pas « à s'immiscer dans les affaires temporelles, à frapper d'excommunication ceux qui n'obtempèrent pas à ses ordres, à empiéter lentement et sournoisement sur la juridiction des souverains les plus puissants ». Ce traité condamne donc toute théocratie et prône une séparation claire de la sphère religieuse et de la sphère politique, un fonctionnement conciliaire de l’Église. D'une certaine façon, il invente une approche laïque des gouvernements.

## Ses œuvres
- Quaestiones super tres libros Aristotelis de Anima, Venetiis : F. de Hailbrun & N. de Franckfordia socios, 1483
- Questiones magistri Joannis Dullaert a gandavo in librum predicabilium Prphirii secumdum duplicem viam nominalium et realium inter se bipartitarum annesiis aliquos questionibus et difficultatibus Joannis Drabbe Bonicollii Gandensis, Parisiis : apud Prigentium Calvarin, in clauso Brunello, 1528
- Questiones magistri Ioannis Dullaert a gandavo in librum predicamemtorum Aristotelis ; Secundum viam nominalium nunc, Parisiis : apud Prigentium Calvarin, 1528
- In libros Aristotelis De coelo et mundo quae extant quaestiones subtilissimae, quibus nuper consulto adjecimus Averrois : sermonem de substantia orbis, cum ejusdem Joannis commentario ac quaestionibus, Venetiis : Juntas, 1552
- Quaestiones in duodecim libros Metaphysicae, Venetiis, 1553, réédité Frankfurt : Minerva, 1966.
- Super libros Aristotelis de anima Venetiis, 1587 & 1480, , réédité Frankfurt : Minerva, 1966.
- Quaestiones super 8 libros Physicorum Aristotelis, réédité  Frankfurt : Minerva, 1969.

Il est également l'auteur d'un éloge de la ville de Paris (Tractatus de laudibus parisius) composé en 1323, donnant une description intéressante de cette ville au XIVe siècle, en réponse à celui d'un anonyme qualifié de dictateur (ou maître dans l'art de bien dire, de dicter).